# Jean-Étienne Valluy
Jean-Étienne Valluy (Rive-de-Gier; 15 de mayo de 1899 - París; 4 de enero de 1970) fue un oficial y general del ejército francés. 
Sus puestos más importantes fueron el ser brevemente el comandante en jefe del Cuerpo Expedicionario Francés en Extremo Oriente durante la guerra de Indochina y ser el comandante en jefe de la OTAN en Europa Central.

## Vida
Valluy se unió al ejército como soldado raso en 1917, a la edad de diecisiete años. Durante la Primera Guerra Mundial recibió la Cruz de Guerra. Después de la guerra Valluy fue recomendado para la Escuela Militar de Saint-Cyr y rápidamente ascendió de rango.
En 1940 Valluy era oficial de operaciones del XXI. Cuerpo con el grado de comandante. Durante la caída de Francia fue capturado en 1940 y repatriado en 1941. Valluy se unió a las Fuerzas francesas libres. En 1944, fue Jefe del Estado Mayor General del 1.er Ejército francés al mando de Jean de Lattre de Tassigny. En 1945 tomó el mando de la 9.ª División de Infantería Colonial.
Valluy ordenó el bombardeo de Haiphong durante la pacificación de Indochina en 1946. En 1947, Valluy intentó destruir al Viet Minh en su zona de retirada en Viet Bac en la operación Léa y la operación Ceinture, pero fracasó en sus intentos. Valluy fue reemplazado por Marcel Carpentier en 1949.
De 1956 a 1960, Valluy fue comandante supremo de las tropas de la OTAN en Europa Central.